# Shuichi Akai
Shuichi Akai (赤井 秀一 Akai Shuichi?, nacido el 2 de septiembre de 1981 en Hokkaido) es un exfutbolista japonés. Jugaba de centrocampista y su último club fue el FC Imabari de Japón.

## Trayectoria

### Clubes
| Club       | País  | Año         |
| ---------- | ----- | ----------- |
| Ehime FC   | Japón | 2004 - 2013 |
| FC Imabari | Japón | 2014 - 2015 |

## Estadística de carrera

### J. League
| Club     | Año   | J. League | J. League | Copa J. League | Copa J. League | Total | Total |
| Club     | Año   | Part.     | Goles     | Part.          | Goles          | Part. | Goles |
| -------- | ----- | --------- | --------- | -------------- | -------------- | ----- | ----- |
| Ehime FC | 2006  | 29        | 2         | -              | -              | 29    | 2     |
| Ehime FC | 2007  | 46        | 3         | -              | -              | 46    | 3     |
| Ehime FC | 2008  | 41        | 4         | -              | -              | 41    | 4     |
| Ehime FC | 2009  | 50        | 10        | -              | -              | 50    | 10    |
| Ehime FC | 2010  | 35        | 4         | -              | -              | 35    | 4     |
| Ehime FC | 2011  | 14        | 1         | -              | -              | 14    | 1     |
| Ehime FC | 2012  | 36        | 5         | -              | -              | 36    | 5     |
| Ehime FC | 2013  | 25        | 2         | -              | -              | 25    | 2     |
| Total    | Total | 276       | 31        | 0              | 0              | 276   | 31    |